# Jabari Price
Jabari Price (Pompano Beach, 31 agosto 1992) è un giocatore di football americano statunitense che gioca nel ruolo di linebacker per i Minnesota Vikings della National Football League (NFL). Fu scelto nel corso del settimo giro (223º assoluto) del Draft NFL 2014. Al college ha giocato a football presso l'Georgia Institute of Technology.

## Carriera

### Minnesota Vikings
Price fu scelto nel corso del settimo giro del Draft 2014 dai Minnesota Vikings.

## Statistiche
| Partite totali      | 5 |
| Partite da titolare | 0 |
| Tackle totali       | 6 |
| Sack                | 0 |
| Intercetti          | 0 |
| Fumble forzati      | 0 |